# Sabotage
Sabotage címen jelent meg az angol Black Sabbath együttes hatodik albuma, 1975. július 28-án, a Vertigo Records, a Warner Bros. Records és a NEMS gondozásában. A lemezt a Vertigo Records már nemcsak Nagy-Britanniában adta ki, hanem Olaszországban, és Peruban is. A Warner Bros. Records az előző albumokhoz hasonlóan Észak-Amerikában jelentette meg a lemezt. Az album produceri munkálatait a zenekar végezte. Ezt az albumot azonban már nem Kaliforniában rögzítették, mint az ezt megelőző három lemezüket, hanem Londonban.
A Rolling Stone magazin korabeli kritikája szerint ez az album nem csak az 1970-es Paranoid óta a legjobb lemeze a Sabbathnak, de valószínűleg fennállásuk óta a legjobb hanganyagjuk. A lemezt 2017-ben a Rolling Stone magazin a Minden idők 100 legjobb metalalbuma listáján a 32. helyre rangsorolta.

## Az album dalai
Minden dalt Ozzy Osbourne, Tony Iommi, Geezer Butler és Bill Ward írt.
1. „Hole in the Sky” – 3:59
2. „Don't Start (Too Late)” – 0:49
3. „Sympton of the Universe” – 6:29
4. „Megalomania” – 9:46
5. „The Thrill of it All” – 5:56
6. „Supertzar” – 3:44
7. „Am I Going Insane (Radio)” – 4:16
8. „The Writ” – 8:09

## Közreműködők
- Ozzy Osbourne – ének
- Tony Iommi – gitár
- Geezer Butler – basszusgitár
- Bill Ward – dob